# Bruce Kessler
Bruce Kessler, ameriški dirkač Formule 1, * 23. marec 1936, Seattle, Washington, ZDA, † 4. april 2024, Marina del Rey, Kalifornija, ZDA.
Bruce Kessler je pokojni ameriški dirkač Formule 1. V svoji karieri je nastopil le na drugi dirki sezone 1958 za Veliko nagrado Monaka, kjer se mu z dirkalnikom Connaught Type B privatnega moštva Bernieja Ecclestona ni uspelo kvalificirati na dirko.

## Popolni rezultati Formule 1
(legenda) (odebeljene dirke pomenijo najboljši štartni položaj, poševne pa najhitrejši krog, †-uvrščen kljub odstopu)
| Leto | Moštvo            | Šasija           | Motor           | 1   | 2       | 3   | 4   | 5   | 6   | 7  | 8   | 9   | 10  | 11  | Prv | Toč |
| ---- | ----------------- | ---------------- | --------------- | --- | ------- | --- | --- | --- | --- | -- | --- | --- | --- | --- | --- | --- |
| 1958 | Bernie Ecclestone | Connaught Type B | Alta Straight-4 | ARG | MON DNQ | NIZ | 500 | BEL | FRA | VB | NEM | POR | ITA | MAR | -   | 0   |